# Cuyamungue
Cuyamungue es un lugar designado por el censo ubicado en el condado de Santa Fe, Nuevo México, Estados Unidos. Según el censo de 2020, tiene una población de 534 habitantes.

## Geografía
Cuyamungue está ubicado en las coordenadas 35°51′53″N 106°0′35″O / 35.86472, -106.00972. Según la Oficina del Censo de los Estados Unidos, Cuyamungue tiene una superficie total de 3.02 km², correspondientes en su totalidad a tierra firme.

## Demografía
Según el censo de 2020, hay 534 personas residiendo en Cuyamungue. La densidad de población es de 176,8 hab./km². El 34.1 % son blancos, el 12.4 % son amerindios, el 0.7 % son asiáticos, el 0.4 % son isleños del Pacífico, el 11.8 % son de otras razas y el 40.6 % son de dos o más razas. Del total de la población el 71.5 % son hispanos o latinos de cualquier raza.